# Камышаны
Камыша́ны (укр. Комишани) — посёлок в Херсонской городской общине Херсонской области Украины.
Посёлок расположен в 9 км от Херсона (14 км по автодороге). Ближайшая железнодорожная станция в 9 км в Херсоне.
Площадь — 2,95 км². Ближайшие водоёмы: река Веревчина, река Кошевая и озеро Белое..

## История
Населённый пункт основан в 1801 году, статус посёлка городского типа с 1963 года.
В 1946 году указом ПВС УССР село Арнаутка переименовано в Камышаны.

## Население

### Языковой состав
Родной язык населения по данным переписи 2001 года:
| Язык       | Численность, чел. | Доля     |
| ---------- | ----------------- | -------- |
| Украинский | 6 152             | 84,81 %  |
| Русский    | 1035              | 14,32 %  |
| Другое     | 63                | 0,87 %   |
| Итого      | 7 254             | 100,00 % |

## Экономика
Население в основном работает на предприятиях Херсона.